# Bures Green
Bures Green är en by (hamlet) i Suffolk, östra England.